# Złoto Alaski (serial telewizyjny)
Uzasadnienie: Opis sugeruje, że chodzi o jeden i ten sam serial.
Złoto Alaski (ang. Goldrush in Alaska, 1993) – polsko-rosyjsko-niemiecki serial przygodowy w reżyserii Jamesa Hilla na motywach powieści Jacka Londona - Bellew Zawierucha. Serial nadawany był na kanale TVP2.

## Obsada
- Wojciech Skibiński (nie występuje w napisach)
- Ryszard Ronczewski jako Wise Man
- Ryszard Kotys jako Chuck
- Artur Barciś jako Marty
- Edward Żentara jako Sprague
- Czesław Nogacki jako Snass
- Witold Pyrkosz jako Carson

## Twórcy
- Zdjęcia: Jerzy Gościk
- Scenografia: Jan Grandys
- Kierownictwo produkcji: Arkadiusz Piechal
- Produkcja: CCC-Filmkunst Gmbh Berlin Zachodni

## Spis odcinków
| N/o            | Polski tytuł           | Angielski tytuł         |
| -------------- | ---------------------- | ----------------------- |
|                |                        |                         |
| SERIA PIERWSZA |                        |                         |
|                |                        |                         |
| 01             | Żółtodziób             | Cheekako                |
|                |                        |                         |
| 02             | Żywcem pogrzebani      | Buried Alive            |
|                |                        |                         |
| 03             | Zaślubiny              | Maiden's Fire           |
|                |                        |                         |
| 04             | Potęga miłości         | The Magic of Love       |
|                |                        |                         |
| 05             | Wyścig do Squaw Creek  | Stampede to Squaw Creek |
|                |                        |                         |
| 06             | Milionerzy             | Kid Must Hang           |
|                |                        |                         |
| 07             | Król ruletki           | King of Roulette        |
|                |                        |                         |
| 08             | Uciekinierzy           | Hired Guns              |
|                |                        |                         |
| 09             | Dziennikarz czy bokser | The Fight of the Year   |
|                |                        |                         |
| 10             | Wielki wyścig          | The Big Race            |
|                |                        |                         |
| 11             | Śmiertelny poker       | Deadly Poker            |
|                |                        |                         |
| 12             | Szalona miłość         | Fool for Love           |
|                |                        |                         |
| 13             | Pojedynek w górach     | In the Sky              |
|                |                        |                         |